# Литвиненко, Виталий Иванович
Вита́лий Ива́нович Литвине́нко (укр. Віталій Іванович Литвиненко; 14 марта 1970, Харьков, СССР) — советский и украинский хоккеист, правый крайний нападающий. Кавалер ордена «За заслуги» III степени (2008).

## Биография
Воспитанник харьковской СДЮСШ. Выступал за «Динамо» (Харьков), «Торпедо»/«Локомотив» (Ярославль), «Лада» (Тольятти), «Торпедо» (Нижний Новгород), ХК «Гомель».
В составе национальной сборной Украины провёл 154 матчей (43 голов, 61 передача), участник зимних Олимпийских игр 2002, участник чемпионатов мира 1993 (группа C), 1994 (группа C), 1995 (группа C), 1998 (группа B), 1999, 2000, 2001, 2003, 2004, 2005, 2006, 2008 (дивизион I) и 2009 (дивизион I).
Чемпион России (1997, «Торпедо» Ярославль), победитель высшей лиги чемпионата России (2003, «Торпедо» Нижний Новгород), чемпион Украины (1993, 1995, 2005, 2006, 2009, 2014).

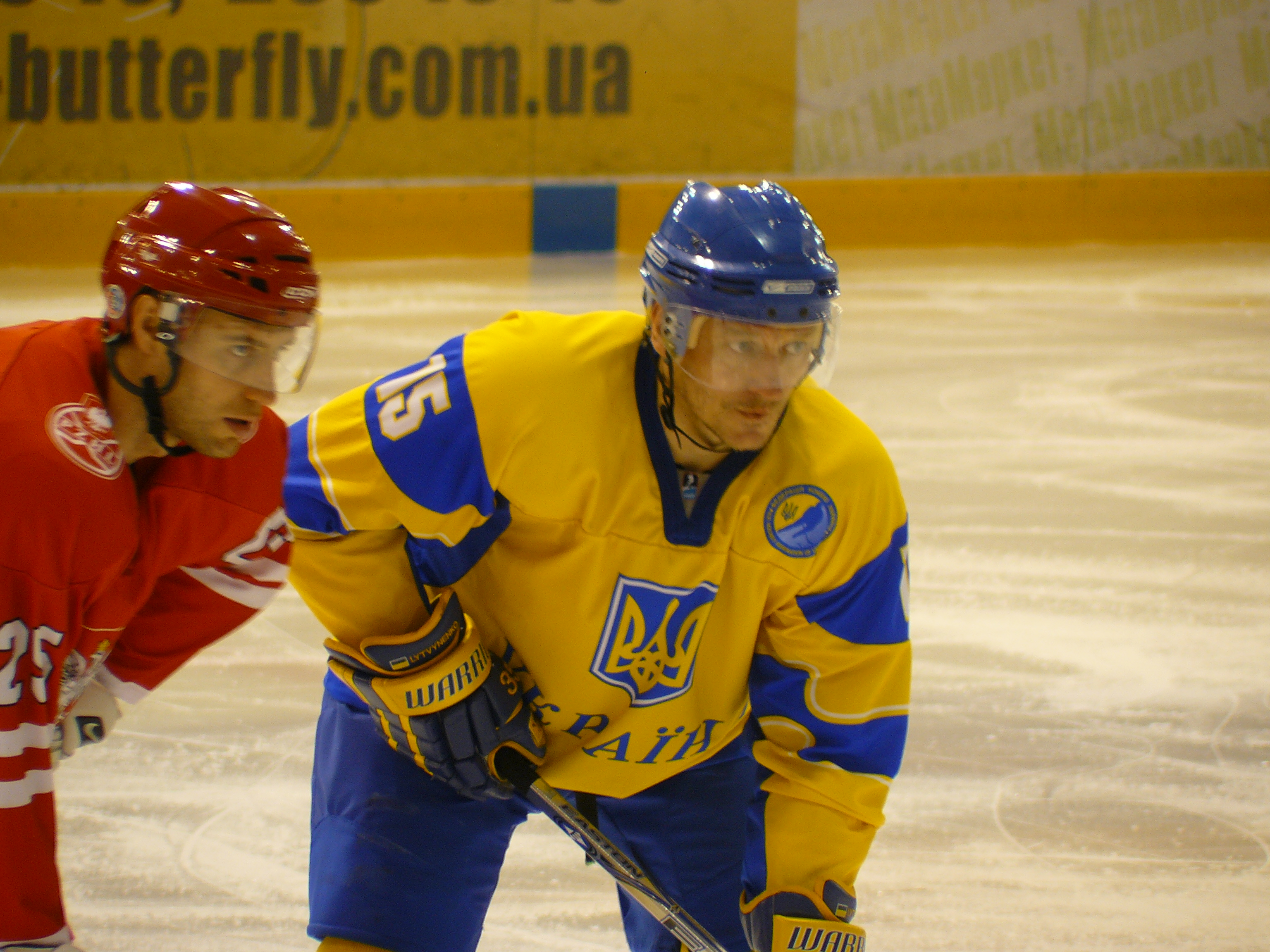
Виталий Литвиненко в игре за сборную Украины.